# Departamento de Aeronáutica
En marzo de 2000, la Universidad Técnica Federico Santa María de Chile creó, en alianza académica con Lan Chile, una academia acorde a las nuevas necesidades de la industria aeronáutica. Es así como nace, en el Campus Vitacura, la Academia de Ciencias Aeronáuticas (ACA), primera de su tipo en Chile y en Latinoamérica. La ACA forma profesionales de primer nivel que podrán desempeñarse con éxito no sólo en Chile, sino también en empresas aeronáuticas de toda Latinoamérica.
A partir de diciembre de 2022, la ACA pasó a ser el Departamento de Aeronáutica 
Los alumnos que ingresan a las distintas carreras del Departamento de Aeronáutica tienen la oportunidad de estar en contacto con la tecnología de punta de la industria aeronáutica, con el apoyo de LATAM Airlines y la excelencia académica y el prestigio que caracterizan a la Universidad Técnica Federico Santa María en la formación profesional. Ambas instituciones cuentan con más de setenta años de experiencia y se encuentran desarrollando este proyecto conjuntamente, aportando infraestructura, profesionales y académicos.
.

## Misión
Contribuir mediante la Docencia, la Investigación y la Extensión a la formación de profesionales y técnicos del más alto nivel para el Mercado Aeronáutico Nacional y Latinoamericano. 

## Carreras impartidas

### Ingeniero en Aviación Comercial
Es un profesional de 5 años de estudios universitarios, que posee una sólida formación en las Ciencias Básicas y de la Ingeniería, complementado con una línea de formación en administración, gestión, legislación, economía y finanzas, lo que le permitirá un accionar eficaz en el área administrativa de las empresas relacionadas con la aviación comercial. A través de su currículum flexible, el alumno puede dar énfasis a su carrera orientándose a las operaciones terrestres, tales como la planificación, diseño y administración de aeropuertos y otros tipos de terminales aéreos; o a la gestión de operaciones de vuelo, como seguridad en transporte aéreo, planificación operacional de itinerarios, evaluación, selección y renovación técnica de flotas de aeronaves, control de vuelo y centros de control operacional (CCO). Con su formación profesional, también puede apoyar y participar junto a las autoridades aeronáuticas y de infraestructura latinoamericanas en la definición de requerimientos de cada país o región para afrontar, desde el punto de vista aeroportuario, las altas tasas de crecimiento del sector industrial de la aviación civil que se presentan actualmente en América Latina.

### Técnico Universitario en Mantenimiento Aeronáutico
Es un Técnico Universitario de 3 años de estudios con una sólida formación en: Sistemas eléctricos y electrónicos, sistemas digitales, microprocesadores y aviónica. Aerodinámica, Propulsores Aeronáuticos, Mediciones e Instrumentación. Administración General, Ética de servicio e Inglés. Como Técnico de la ACA, estarás preparado para desempeñarte, con los más altos estándares de calidad que rigen nacional e internacionalmente el campo de la aeronáutica, donde se fabriquen, operen y se efectúe mantenimiento de aeronaves y sus sistemas. Tendrás conocimientos generales en Mecanismos hidroneumáticos, eléctricos y mecanismos, materiales aeronáuticos, programas de mantenimiento, reglamentación aérea y manuales de procedimientos aeronáuticos. Además, tendrás conocimientos básicos en interpretación de planos y diagramas, normas técnicas e historia aeronáutica. Esta formación te permitirá postular ante las autoridades aeronáuticas, nacionales o extranjeras, a una Licencia de Mecánico de Mantenimiento, la cual te habilita para el mantenimiento de aeronaves.

### Piloto Comercial
El Plan de Estudios busca formar un piloto comercial con un amplio criterio en la toma de decisiones a bordo de las modernas y complejas “Cockpit” (cabinas) de un avión comercial, pudiendo comprender y manejar los sistemas de la aeronave con la rapidez, eficiencia y seguridad que exigen hoy las operaciones aerocomerciales. En él se destaca una línea de formación en el área de gestión empresarial y recursos humanos, poniendo además especial énfasis en la formación teórico- profesional que debe tener todo piloto comercial. Lo anterior le permite al egresado desempeñarse exitosamente en los niveles administrativos en las áreas de operaciones de las empresas de aeronavegación comercial, ya que estará capacitado para comprender, internalizar y cooperar con los más altos niveles gerenciales de las compañías en la definición y aplicación de las políticas de gestión operacional y comercial de las mismas. Puedes optar, con estudios adicionales, al título de Ingeniero en Aviación Comercial.
Los alumnos que ingresan a la Academia tienen la oportunidad de estar en contacto con la tecnología de punta de la industria aeronáutica, con el apoyo de LAN y la excelencia académica y el prestigio que caracterizan a la UTFSM en la formación profesional. Ambas instituciones cuentan con más de setenta años de experiencia y se encuentran desarrollando este proyecto conjuntamente, aportando infraestructura, profesionales y académicos.

## Infraestructura

### Laboratorio de Tecnología Aeronáutica
Creado en el 2004, especialmente para los alumnos de la carrera de técnico en mantenimiento aeronáutico, este laboratorio cuenta con: Túnel de Viento Bancos de trabajo para realizar experiencias de estructuras aeronáuticas. Bancos de Hidráulica y Neumática Además se realizan las clases prácticas de la asignatura de Máquinas y Herramientas.

### Flight Training Device
La Academia cuenta con dos entrenadores de vuelo: PCATD (Personal Computer Aviation Training Device) Marca Elite, año 2001 VCPT (Virtual Cockpit Procedures Trainer) PCATD. Aquí los alumnos de la carrera de Piloto Comercial reciben instrucción individual de vuelo por instrumentos en un avión monomotor de aviación general.

### Virtual Cokpit Procedures Trainer, VCPT
En este tipo de entrenador los alumnos de la carrera de piloto comercial reciben instrucción de vuelo por instrumentos en un avión de transporte a reacción. Pudiendo efectuar prácticas de vuelo manual (convencional), semiautomático y automático, formando una tripulación de piloto y copiloto.

## Base Aérea Los Andes
El Aeródromo San Rafael, ubicado en Los Andes, está a disposición de todos nuestros alumnos de la Academia de Ciencias Aeronáuticas de la Universidad Técnica Federico Santa María.
Este puerto aéreo cuenta con 5 aviones Cessna disponibles para la práctica todos los días, con el fin de que los alumnos cuenten con una preparación técnico profesional integral, cumpliendo con altos estándares de exigencia internacional. Para mayor información, ingresar en AeroSantaMaria .
- Datos: Q5655788